# Момсаярви
Момсаярви — пресноводное озеро на территории Ледмозерского сельского поселения Муезерского района Республики Карелии.

## Общие сведения
Площадь озера — 1,6 км², площадь водосборного бассейна — 2560 км². Располагается на высоте 138,4 метров над уровнем моря.
Форма озера продолговатая: оно вытянуто с запада на восток. Берега изрезанные, каменисто-песчаные, местами заболоченные.
Через озеро протекает река Чирко-Кемь.
С запада в озеро впадает река Тикшозерка.
В озере расположены два безымянных острова различной площади.
К северо-западу от озера проходит автодорога местного значения 86К-176 («Тикша — Реболы»).
Код объекта в государственном водном реестре — 02020000911102000005285.